# Tephrina arizela
Tephrina arizela är en fjärilsart som beskrevs av Fletcher 1978. Tephrina arizela ingår i släktet Tephrina och familjen mätare. Inga underarter finns listade i Catalogue of Life.